# 長尾擬雀鯛
長尾擬雀鯛，為鱸形目鱸亞目擬雀鯛科的其中一種，為熱帶海水魚，分布於印度洋區，包括印度南部、斯里蘭卡至阿曼灣、荷莫茲海峽海域，深度12-30公尺，本魚體延長，體色為淡棕色，腹部白色，眼後有一藍色班點，體上半部及背鰭具有數列黑色細點，側線明顯，背鰭硬棘3枚、背鰭軟條28-29枚、臀鰭硬棘3枚、臀鰭軟條17-19枚，體長可達11公分，棲息在岩石底質的水域，有時出現在潮池，生活習性不明。

## 擴展閱讀
維基物種上的相關：長尾擬雀鯛